# Инчаусте, Фернандо
Фернандо Инчаусте Монтальво (исп. Fernando Inchauste Montalvo; 18 июня 1930, Ла-Пас — 13 мая 2006) — боливийский гребец и спортивный стрелок. Участник летних Олимпийских игр 1964, 1968 и 1972 годов.

## Биография
Фернандо Инчаусте родился 18 июня 1930 года в боливийском городе Ла-Пас.
В 1964 году вошёл в состав сборной Боливии на летних Олимпийских играх в Токио. В гребле на байдарках-одиночках в спринте на 1000 метров занял в четвертьфинале последнее, 6-е место, показав результат 5 минут 48,74 секунды и уступив 1 минуту 37,09 секунды попавшему в полуфинал с 3-го места Гюнтеру Пфаффу из Австрии. В заплыве надежды занял последнее, 3-е место, уступив 35,94 секунды попавшему в полуфинал со 2-го места Илкке Нуммисто из Финляндии.
В 1968 году вошёл в состав сборной Боливии на летних Олимпийских играх в Мехико. В гребле на байдарках-одиночках в спринте на 1000 метров не смог финишировать в четвертьфинале.
В 1972 году вошёл в состав сборной Боливии на летних Олимпийских играх в Мюнхене. В стрельбе из мелкокалиберной винтовки с 50 метров лёжа занял 86-е место, набрав 580 очков и уступив 19 очков завоевавшему золото Ли Хо Джуну из КНДР.
Умер 13 мая 2006 года.